# Yahya Al-Shehri
Yahya Sulaiman Ali Al-Shehri, meglio noto come Yahya Al-Shehri (in arabo يحيى سليمان علي الشهري‎?; Dammam, 26 giugno 1990), è un calciatore saudita, centrocampista dell'Al-Riyadh e della nazionale saudita.

## Biografia
Figura nella copertina del videogioco di calcio FIFA 15 nella versione saudita, affiancando Lionel Messi.

## Caratteristiche tecniche
Trequartista, può giocare come esterno su entrambe le fasce.

## Carriera

### Club
Gioca per cinque anni nell'Al-Ettifaq, totalizzando più di 100 presenze e partecipando a 6 incontri della AFC Champions League. Nell'estate del 2013 l'Al-Nassr lo preleva in cambio di circa € 9,8 milioni e alla sua prima stagione conquista il double vincendo il campionato (che la società non vinceva da 20 anni) e la Coppa della Corona del Principe saudita (che il club non otteneva dal 1990).

### Nazionale
Il primo incontro ufficiale riconosciuto dalla FIFA, è disputato il 25 maggio 2010, contro la Nigeria (0-0) dove, partito titolare, è sostituito da Saud Khariri nella ripresa. Il 28 maggio 2018 gioca una partita amichevole contro l'Italia, a cui segna il gol della propria squadra, prima del termine della partita che vedrà l'Italia vittoriosa per 2-1 a San Gallo, in Svizzera.

## Statistiche

### Presenze e reti nei club
Statistiche aggiornate al 24 luglio 2018.
| Stagione          | Squadra           | Campionato        | Campionato | Campionato | Coppe nazionali | Coppe nazionali | Coppe nazionali | Coppe continentali | Coppe continentali | Coppe continentali | Altre coppe | Altre coppe | Altre coppe | Totale | Totale |
| Stagione          | Squadra           | Comp              | Pres       | Reti       | Comp            | Pres            | Reti            | Comp               | Pres               | Reti               | Comp        | Pres        | Reti        | Pres   | Reti   |
| ----------------- | ----------------- | ----------------- | ---------- | ---------- | --------------- | --------------- | --------------- | ------------------ | ------------------ | ------------------ | ----------- | ----------- | ----------- | ------ | ------ |
| 2009-2010         | Al-Ettifaq        | SPL               | 21         | 1          | -               | -               | -               | -                  | -                  | -                  | -           | -           | -           | 21     | 1      |
| 2010-2011         | Al-Ettifaq        | SPL               | 23         | 3          | KCC+CCP         | ?+3             | ?+0             | -                  | -                  | -                  | -           | -           | -           | 26     | 3      |
| 2011-2012         | Al-Ettifaq        | SPL               | 18         | 1          | KCC+CCP         | ?+1             | ?+1             | ACL+CA             | 1+?                | 0+?                | -           | -           | -           | 20     | 2      |
| 2012-2013         | Al-Ettifaq        | SPL               | 12         | 1          | KCC+CCP         | ?+?             | ?+?             | ACL                | 5                  | 2                  | -           | -           | -           | 17     | 3      |
| Totale Al-Ettifaq | Totale Al-Ettifaq | Totale Al-Ettifaq | 74         | 6          |                 | 4               | 1               |                    | 6                  | 2                  |             | -           | -           | 84     | 9      |
| 2013-2014         | Al-Nassr          | SPL               | 6          | 2          | CCP             | 2               | 1               | -                  | -                  | -                  | -           | -           | -           | 8      | 3      |
| 2014-2015         | Al-Nassr          | SPL               | 24         | 1          | KCC+CCP         | 1+3             | 0+3             | ACL                | 6                  | 0                  | SS          | 1           | 0           | 35     | 4      |
| 2015-2016         | Al-Nassr          | SPL               | 25         | 1          | KCC+CCP         | 4+2             | 1+0             | ACL                | 6                  | 1                  | SS          | 1           | 0           | 38     | 3      |
| 2016-2017         | Al-Nassr          | SPL               | 23         | 2          | KCC+CCP         | 2+3             | 0               | -                  | -                  | -                  | -           | -           | -           | 28     | 2      |
| 2017-gen. 2018    | Al-Nassr          | SPL               | 16         | 4          | KCC             | 1               | 0               | -                  | -                  | -                  | -           | -           | -           | 17     | 4      |
| gen.-giu. 2018    | Leganés           | PD                | -          | -          | CR              | -               | -               | -                  | -                  | -                  | -           | -           | -           | -      | -      |
| 2018-2019         | Al-Nassr          | SPL               | 24         | 3          | KCC             | 0               | 0               | ACL+ACC            | 6+3                | 2+3                | -           | -           | -           | 33     | 8      |
| 2019-2020         | Al-Nassr          | SPL               | 16         | 3          | KCC             | 1               | 1               | ACL                | 2                  | 0                  | SS          | 1           | 0           | 20     | 4      |
| 2020-2021         | Al-Nassr          | SPL               | 3          | 0          | KCC             | 1               | 0               | -                  | -                  | -                  | -           | -           | -           | 4      | 0      |
| Totale Al-Nassr   | Totale Al-Nassr   | Totale Al-Nassr   | 137        | 16         |                 | 20              | 6               |                    | 23                 | 6                  |             | 3           | 0           | 183    | 28     |
| 2021-2022         | Al-Ra'ed          | SPL               | 19         | 1          | KCC             | 1               | 0               | -                  | -                  | -                  | -           | -           | -           | 20     | 1      |
| 2022-2023         | Al-Ra'ed          | SPL               | 17         | 0          | KCC             | 1               | 0               | -                  | -                  | -                  | -           | -           | -           | 18     | 0      |
| Totale Al Raed    | Totale Al Raed    | Totale Al Raed    | 36         | 1          |                 | 2               | 0               |                    | -                  | -                  |             | -           | -           | 38     | 1      |
| Totale carriera   | Totale carriera   | Totale carriera   | 247        | 23         |                 | 26              | 7               |                    | 29                 | 8                  |             | 3           | 0           | 305    | 38     |

### Cronologia presenze e reti in nazionale
| Cronologia completa delle presenze e delle reti in nazionale ― Arabia Saudita | Cronologia completa delle presenze e delle reti in nazionale ― Arabia Saudita | Cronologia completa delle presenze e delle reti in nazionale ― Arabia Saudita | Cronologia completa delle presenze e delle reti in nazionale ― Arabia Saudita | Cronologia completa delle presenze e delle reti in nazionale ― Arabia Saudita | Cronologia completa delle presenze e delle reti in nazionale ― Arabia Saudita | Cronologia completa delle presenze e delle reti in nazionale ― Arabia Saudita | Cronologia completa delle presenze e delle reti in nazionale ― Arabia Saudita |
| Data                                                                          | Città                                                                         | In casa                                                                       | Risultato                                                                     | Ospiti                                                                        | Competizione                                                                  | Reti                                                                          | Note                                                                          |
| ----------------------------------------------------------------------------- | ----------------------------------------------------------------------------- | ----------------------------------------------------------------------------- | ----------------------------------------------------------------------------- | ----------------------------------------------------------------------------- | ----------------------------------------------------------------------------- | ----------------------------------------------------------------------------- | ----------------------------------------------------------------------------- |
| 14-10-2009                                                                    | Radès                                                                         | Tunisia                                                                       | 0 – 1                                                                         | Arabia Saudita                                                                | Amichevole                                                                    | -                                                                             | Uscita                                                                        |
| 21-5-2010                                                                     | Wattens                                                                       | RD del Congo                                                                  | 0 – 2                                                                         | Arabia Saudita                                                                | Amichevole                                                                    | -                                                                             | 64’                                                                           |
| 25-5-2010                                                                     | Wattens                                                                       | Nigeria                                                                       | 0 – 0                                                                         | Arabia Saudita                                                                | Amichevole                                                                    | -                                                                             | 65’                                                                           |
| 29-5-2010                                                                     | Innsbruck                                                                     | Spagna                                                                        | 3 – 2                                                                         | Arabia Saudita                                                                | Amichevole                                                                    | -                                                                             | 61’                                                                           |
| 9-10-2010                                                                     | Gedda                                                                         | Arabia Saudita                                                                | 4 – 0                                                                         | Uzbekistan                                                                    | Amichevole                                                                    | -                                                                             | 66’                                                                           |
| 12-10-2010                                                                    | Istanbul                                                                      | Arabia Saudita                                                                | 1 – 0                                                                         | Gabon                                                                         | Amichevole                                                                    | -                                                                             | 68’                                                                           |
| 16-11-2010                                                                    | Dubai                                                                         | Arabia Saudita                                                                | 0 – 0                                                                         | Ghana                                                                         | Amichevole                                                                    | -                                                                             | 46’                                                                           |
| 2-9-2011                                                                      | Seeb                                                                          | Oman                                                                          | 0 – 0                                                                         | Arabia Saudita                                                                | Qual. Mondiali 2014                                                           | -                                                                             | 81’                                                                           |
| 6-9-2011                                                                      | Riad                                                                          | Arabia Saudita                                                                | 1 – 3                                                                         | Australia                                                                     | Qual. Mondiali 2014                                                           | -                                                                             | 46’                                                                           |
| 7-10-2011                                                                     | Selangor                                                                      | Indonesia                                                                     | 0 – 0                                                                         | Arabia Saudita                                                                | Amichevole                                                                    | -                                                                             | 46’                                                                           |
| 14-10-2012                                                                    | Al-Hasa                                                                       | Arabia Saudita                                                                | 3 – 2                                                                         | Rep. del Congo                                                                | Amichevole                                                                    | -                                                                             | 72’                                                                           |
| 9-1-2013                                                                      | Madinat 'Isa                                                                  | Yemen                                                                         | 0 – 2                                                                         | Arabia Saudita                                                                | Gulf Cup 2013 - 1º turno                                                      | -                                                                             | 62’                                                                           |
| 12-1-2013                                                                     | Riffa                                                                         | Kuwait                                                                        | 1 – 0                                                                         | Arabia Saudita                                                                | Gulf Cup 2013 - 1º turno                                                      | -                                                                             |                                                                               |
| 17-3-2013                                                                     | Shah Alam                                                                     | Malaysia                                                                      | 1 – 4                                                                         | Arabia Saudita                                                                | Amichevole                                                                    | 1                                                                             |                                                                               |
| 23-3-2013                                                                     | Giacarta                                                                      | Indonesia                                                                     | 1 – 2                                                                         | Arabia Saudita                                                                | Qual. Coppa d'Asia 2015                                                       | -                                                                             | 88’                                                                           |
| 5-9-2013                                                                      | Riad                                                                          | Arabia Saudita                                                                | 0 – 1                                                                         | Nuova Zelanda                                                                 | OSN Cup 2013                                                                  | -                                                                             | 84’                                                                           |
| 9-9-2013                                                                      | Riad                                                                          | Arabia Saudita                                                                | 1 – 3                                                                         | Trinidad e Tobago                                                             | OSN Cup 2013                                                                  | -                                                                             |                                                                               |
| 5-3-2014                                                                      | Dammam                                                                        | Arabia Saudita                                                                | 1 – 0                                                                         | Indonesia                                                                     | Qual. Coppa d'Asia 2015                                                       | -                                                                             | 78’                                                                           |
| 24-5-2014                                                                     | Jerez                                                                         | Arabia Saudita                                                                | 0 – 4                                                                         | Moldavia                                                                      | Amichevole                                                                    | -                                                                             | 69’                                                                           |
| 29-5-2014                                                                     | Jerez                                                                         | Arabia Saudita                                                                | 0 – 2                                                                         | Georgia                                                                       | Amichevole                                                                    | -                                                                             | 57’                                                                           |
| 8-9-2014                                                                      | Londra                                                                        | Arabia Saudita                                                                | 2 – 3                                                                         | Australia                                                                     | Amichevole                                                                    | -                                                                             | 72’                                                                           |
| 10-10-2014                                                                    | Gedda                                                                         | Arabia Saudita                                                                | 1 – 1                                                                         | Uruguay                                                                       | Amichevole                                                                    | -                                                                             | 59’                                                                           |
| 14-10-2014                                                                    | Gedda                                                                         | Arabia Saudita                                                                | 1 – 1                                                                         | Libano                                                                        | Amichevole                                                                    | -                                                                             | 46’                                                                           |
| 6-11-2014                                                                     | Dammam                                                                        | Arabia Saudita                                                                | 2 – 0                                                                         | Palestina                                                                     | Amichevole                                                                    | -                                                                             | 61’                                                                           |
| 16-11-2014                                                                    | Riad                                                                          | Arabia Saudita                                                                | 3 – 0                                                                         | Bahrein                                                                       | Gulf Cup 2014 - 1º turno                                                      | -                                                                             | 76’                                                                           |
| 26-11-2014                                                                    | Riad                                                                          | Arabia Saudita                                                                | 1 – 2                                                                         | Qatar                                                                         | Gulf Cup 2014 - Finale                                                        | -                                                                             | 65’                                                                           |
| 30-12-2014                                                                    | Geelong                                                                       | Bahrein                                                                       | 4 – 1                                                                         | Arabia Saudita                                                                | Amichevole                                                                    | -                                                                             | 82’                                                                           |
| 4-1-2015                                                                      | Parramatta                                                                    | Arabia Saudita                                                                | 0 – 2                                                                         | Corea del Sud                                                                 | Amichevole                                                                    | -                                                                             | 69’                                                                           |
| 10-1-2015                                                                     | Brisbane                                                                      | Arabia Saudita                                                                | 0 – 1                                                                         | Cina                                                                          | Coppa d'Asia 2015 - 1º turno                                                  | -                                                                             | 89’                                                                           |
| 18-1-2015                                                                     | Melbourne                                                                     | Uzbekistan                                                                    | 3 – 1                                                                         | Arabia Saudita                                                                | Coppa d'Asia 2015 - 1º turno                                                  | -                                                                             | 83’                                                                           |
| 30-3-2015                                                                     | Dammam                                                                        | Arabia Saudita                                                                | 2 – 1                                                                         | Giordania                                                                     | Amichevole                                                                    | -                                                                             | 84’                                                                           |
| 11-6-2015                                                                     | Riad                                                                          | Arabia Saudita                                                                | 3 – 2                                                                         | Palestina                                                                     | Qual. Mondiali 2018                                                           | 1                                                                             |                                                                               |
| 3-9-2015                                                                      | Gedda                                                                         | Arabia Saudita                                                                | 7 – 0                                                                         | Timor Est                                                                     | Qual. Mondiali 2018                                                           | 1                                                                             |                                                                               |
| 8-9-2015                                                                      | Kuala Lumpur                                                                  | Malaysia                                                                      | 0 – 3                                                                         | Arabia Saudita                                                                | Qual. Mondiali 2018                                                           | -                                                                             |                                                                               |
| 8-10-2015                                                                     | Gedda                                                                         | Arabia Saudita                                                                | 2 – 1                                                                         | Emirati Arabi Uniti                                                           | Qual. Mondiali 2018                                                           | -                                                                             |                                                                               |
| 9-11-2015                                                                     | Gerusalemme                                                                   | Palestina                                                                     | 0 – 0                                                                         | Arabia Saudita                                                                | Qual. Mondiali 2018                                                           | -                                                                             |                                                                               |
| 17-11-2015                                                                    | Dili                                                                          | Timor Est                                                                     | 0 – 10                                                                        | Arabia Saudita                                                                | Qual. Mondiali 2018                                                           | 1                                                                             | 78’                                                                           |
| 24-3-2016                                                                     | Gedda                                                                         | Arabia Saudita                                                                | 2 – 0                                                                         | Malaysia                                                                      | Qual. Mondiali 2018                                                           | -                                                                             |                                                                               |
| 29-3-2016                                                                     | Abu Dhabi                                                                     | Emirati Arabi Uniti                                                           | 1 – 1                                                                         | Arabia Saudita                                                                | Qual. Mondiali 2018                                                           | -                                                                             |                                                                               |
| 1-9-2016                                                                      | Riad                                                                          | Arabia Saudita                                                                | 1 – 0                                                                         | Thailandia                                                                    | Qual. Mondiali 2018                                                           | -                                                                             | 85’                                                                           |
| 6-9-2016                                                                      | Shah Alam                                                                     | Iraq                                                                          | 1 – 2                                                                         | Arabia Saudita                                                                | Qual. Mondiali 2018                                                           | -                                                                             |                                                                               |
| 6-10-2016                                                                     | Riad                                                                          | Arabia Saudita                                                                | 2 – 2                                                                         | Australia                                                                     | Qual. Mondiali 2018                                                           | -                                                                             | 67’                                                                           |
| 11-10-2016                                                                    | Gedda                                                                         | Arabia Saudita                                                                | 3 – 0                                                                         | Emirati Arabi Uniti                                                           | Qual. Mondiali 2018                                                           | 1                                                                             |                                                                               |
| 15-11-2016                                                                    | Saitama                                                                       | Giappone                                                                      | 2 – 1                                                                         | Arabia Saudita                                                                | Qual. Mondiali 2018                                                           | -                                                                             | 57’                                                                           |
| 10-1-2017                                                                     | Abu Dhabi                                                                     | Arabia Saudita                                                                | 0 – 0                                                                         | Slovenia                                                                      | Amichevole                                                                    | -                                                                             |                                                                               |
| 23-3-2017                                                                     | Bangkok                                                                       | Thailandia                                                                    | 0 – 3                                                                         | Arabia Saudita                                                                | Qual. Mondiali 2018                                                           | -                                                                             |                                                                               |
| 28-3-2017                                                                     | Riad                                                                          | Arabia Saudita                                                                | 1 – 0                                                                         | Iraq                                                                          | Qual. Mondiali 2018                                                           | 1                                                                             |                                                                               |
| 8-6-2017                                                                      | Sydney                                                                        | Australia                                                                     | 3 – 2                                                                         | Arabia Saudita                                                                | Qual. Mondiali 2018                                                           | -                                                                             | 82’                                                                           |
| 29-8-2017                                                                     | Al-'Ayn                                                                       | Emirati Arabi Uniti                                                           | 2 – 1                                                                         | Arabia Saudita                                                                | Qual. Mondiali 2018                                                           | -                                                                             | 71’                                                                           |
| 5-9-2017                                                                      | Gedda                                                                         | Arabia Saudita                                                                | 1 – 0                                                                         | Giappone                                                                      | Qual. Mondiali 2018                                                           | -                                                                             |                                                                               |
| 7-10-2017                                                                     | Gedda                                                                         | Arabia Saudita                                                                | 5 – 2                                                                         | Giamaica                                                                      | Amichevole                                                                    | -                                                                             | 73’                                                                           |
| 10-11-2017                                                                    | Viseu                                                                         | Portogallo                                                                    | 3 – 0                                                                         | Arabia Saudita                                                                | Amichevole                                                                    | -                                                                             | 51’                                                                           |
| 13-11-2017                                                                    | Lisbona                                                                       | Bulgaria                                                                      | 1 – 0                                                                         | Arabia Saudita                                                                | Amichevole                                                                    | -                                                                             | 71’                                                                           |
| 23-3-2018                                                                     | Marbella                                                                      | Ucraina                                                                       | 1 – 1                                                                         | Arabia Saudita                                                                | Amichevole                                                                    | -                                                                             | 61’                                                                           |
| 27-3-2018                                                                     | Bruxelles                                                                     | Belgio                                                                        | 4 – 0                                                                         | Arabia Saudita                                                                | Amichevole                                                                    | -                                                                             | 69’                                                                           |
| 9-5-2018                                                                      | Cadice                                                                        | Arabia Saudita                                                                | 2 – 0                                                                         | Algeria                                                                       | Amichevole                                                                    | 1                                                                             | 71’                                                                           |
| 15-5-2018                                                                     | Siviglia                                                                      | Arabia Saudita                                                                | 2 – 0                                                                         | Grecia                                                                        | Amichevole                                                                    | -                                                                             |                                                                               |
| 28-5-2018                                                                     | San Gallo                                                                     | Italia                                                                        | 2 – 1                                                                         | Arabia Saudita                                                                | Amichevole                                                                    | 1                                                                             |                                                                               |
| 8-6-2018                                                                      | Leverkusen                                                                    | Germania                                                                      | 2 – 1                                                                         | Arabia Saudita                                                                | Amichevole                                                                    | -                                                                             |                                                                               |
| 14-6-2018                                                                     | Mosca                                                                         | Russia                                                                        | 5 – 0                                                                         | Arabia Saudita                                                                | Mondiali 2018 - 1º turno                                                      | -                                                                             | 72’                                                                           |
| 25-6-2018                                                                     | Volgograd                                                                     | Arabia Saudita                                                                | 2 – 1                                                                         | Egitto                                                                        | Mondiali 2018 - 1º turno                                                      | -                                                                             | 79’                                                                           |
| 10-9-2018                                                                     | Riad                                                                          | Arabia Saudita                                                                | 2 – 2                                                                         | Bolivia                                                                       | Amichevole                                                                    | 1                                                                             |                                                                               |
| 12-10-2018                                                                    | Riad                                                                          | Arabia Saudita                                                                | 0 – 2                                                                         | Brasile                                                                       | Amichevole                                                                    | -                                                                             | 80’                                                                           |
| 15-10-2018                                                                    | Riad                                                                          | Arabia Saudita                                                                | 1 – 1                                                                         | Iraq                                                                          | Amichevole                                                                    | -                                                                             | 85’                                                                           |
| 16-11-2018                                                                    | Dammam                                                                        | Arabia Saudita                                                                | 1 – 0                                                                         | Yemen                                                                         | Amichevole                                                                    | -                                                                             | 71’                                                                           |
| 20-11-2018                                                                    | Amman                                                                         | Giordania                                                                     | 1 – 1                                                                         | Arabia Saudita                                                                | Amichevole                                                                    | -                                                                             | 78’                                                                           |
| 31-12-2018                                                                    | Abu Dhabi                                                                     | Arabia Saudita                                                                | 0 – 0                                                                         | Corea del Sud                                                                 | Amichevole                                                                    | -                                                                             | 79’                                                                           |
| 12-1-2019                                                                     | Dubai                                                                         | Libano                                                                        | 0 – 2                                                                         | Arabia Saudita                                                                | Coppa d'Asia 2019 - 1º turno                                                  | -                                                                             | 73’                                                                           |
| 17-1-2019                                                                     | Abu Dhabi                                                                     | Arabia Saudita                                                                | 0 – 2                                                                         | Qatar                                                                         | Coppa d'Asia 2019 - 1º turno                                                  | -                                                                             |                                                                               |
| 21-1-2019                                                                     | Sharjah                                                                       | Giappone                                                                      | 1 – 0                                                                         | Arabia Saudita                                                                | Coppa d'Asia 2019 - Ottavi di finale                                          | -                                                                             | 56’                                                                           |
| 10-10-2019                                                                    | Gedda                                                                         | Arabia Saudita                                                                | 3 – 0                                                                         | Singapore                                                                     | Qual. Mondiali 2022                                                           | -                                                                             | cap. 85’                                                                      |
| 15-10-2019                                                                    | Al-Ram                                                                        | Palestina                                                                     | 0 – 0                                                                         | Arabia Saudita                                                                | Qual. Mondiali 2022                                                           | -                                                                             | 71’                                                                           |
| 14-11-2019                                                                    | Tashkent                                                                      | Uzbekistan                                                                    | 2 – 3                                                                         | Arabia Saudita                                                                | Qual. Mondiali 2022                                                           | -                                                                             | 72’                                                                           |
| 19-11-2019                                                                    | Riad                                                                          | Arabia Saudita                                                                | 0 – 0                                                                         | Paraguay                                                                      | Amichevole                                                                    | -                                                                             | 46’                                                                           |
| Totale                                                                        |                                                                               | Presenze                                                                      | 74                                                                            |                                                                               | Reti                                                                          | 9                                                                             |                                                                               |

## Palmarès

### Club

#### Competizioni nazionali
- Campionato saudita: 2

Al-Nassr: 2013-2014, 2014-2015
- Coppa della Corona del Principe saudita: 1

Al-Nassr: 2013-2014